# Синалунга
Синалу̀нга (на италиански: Sinalunga) е град и община в централна Италия, провинция Сиена, регион Тоскана. Разположен е на 364 m надморска височина. Населението на общината е 12 926 души (към 2010 г.).